# سانت جيمس بارك (إكستر)
سانت جيمس بارك (بالإنجليزية: St James Park)‏ هو ملعب كرة قدم في إكستر وهو موطن نادي إكزتر سيتي. الملعب مخدم من محطة سكة حديد سانت جيمس بارك، التي تقع بجوار الأرض (الخط يمتد خلف المدرج). تم تبنيه من قبل النادي الذي يساهم في صيانته، بموجب مخطط السكك الحديدية المجتمعية، وقد تم طلاء درابزينه باللونين الأحمر والأبيض لشريط إكستر.